# Јелена Дементјева
Јелена Вјачеславовна Дементјева (рус. Елена Вячеславовна Дементьева; рођена 15. октобра 1981. у Москви, СССР) је бивша руска професионална тенисерка. Освајачица је шеснаест ВТА титула, укључујући и златну медаљу на Олимпијским играма 2008. у Пекингу у појединачној конкуренцији. Десет пута учествовала је на ВТА шампионату.

## Приватни живот
Јелена Дементјева је кћерка Вјачеслава, инжењера, и Вере, учитељице, а обоје су рекративно играли тенис. Рођена је 15. октобра 1981. у Москви. Има руске, казахстанске, татарске и башкирске корене. Одбијена је у тениским клубовима Динамо Москва и Централном клубу Црвене армије, па је тренирала у клубу Спартак Москва, а тренирала ју је Рауза Исланова, мајка Марата и Динаре Сафине. Са једанаест година прешла је у ТК Црвене армије.
Тренери су јој мајка Вера и старији брат Всеволод. Живи у Монте Карлу, Монако. У вези је са хокејашем Максимом Афиногеновим.

## Значајнији мечеви
- Финале Олимпијских игара 2000. године - изгубила од Винус Вилијамс, освојивши сребрну медаљу.
- Четвртфинале Купа Кремља 2001 - по први пут у каријери победила тада прву тенисерку света Мартину Хингис, 6–2, 6–2.
- Полуфинале турнира у Паризу 2003 - изгубила од Амели Моресмо са 6-0, 6-0. Ово је први меч Дементјеве који је изгубила без добијеног гема.
- Финале Отвореног првенства Француске 2004 - изгубила од Анастасије Мискине у свом првом гренд слем финалу 6–1, 6–2. На крају је заплакала због пораза, а за време меча говорила је мајци: „Мрзим свој сервис!".
- 4. коло Вимблдона 2004 - изгубила од Мискине са 1–6, 7–6(9), 7–5, иако је у другом сету имала меч-лопту.
- Четвртфинале Отвореног првенства САД 2005 - победила тада прву тенисерку света Линдси Давенпорт 6–1, 3–6, 7–6 (5).
- Четвртфинале Филдерштата 2005 - победила Ким Клајстерс са 6–3, 3–6, 6–2, по други пут у њихових девет сусрета. Након меча, Дементјева је рекла да је то „најбољи меч који је икада играла“.
- Финале Токија 2006 - победила Мартину Хингис у финалу са 6–2, 6–0. То је била њена прва титула од Хаселта 2004, као и прва титула на турниру прве категорије.
- Полуфинале Пасифик лајф опена 2006 - победила Жистин Енен резултатом 2–6, 7–5, 7–5. То је била њена прва победа над играчицом из топ 10 у 2006. години.
- Финале Лос Анђелес опена 2006 - победила Јелену Јанковић у финалу у три сета (6–3, 4–6, 6–4). У трећем сету је водила са чак 5-0, а онда је Јанковић добила четири гема заредом. Ипак, Дементјева је тада одузела сервис својој противници и освојила титулу.
- Финале Купа Кремља 2007 - победила Серену Вилијамс резултатом 5–7, 6–1, 6–1 и освојила своју другу титулу са турнира прве категорије. Након два изгубљена финала, напокон је успела да освоји титулу у родном граду.
- Полуфинале Отвореног првенства Француске 2008 - изгубила од Динаре Сафине у три сета (4–6, 7–6(5), 6–0), иако је у другом сету имала меч-лопту.
- Полуфинале Вимблдона 2008 - изгубила од Винус Вилијамс, која је неколико дана касније освојила вимблдонску титулу. Ово је најбољи резултат Дементјеве од Отвореног првенства САД 2005. године, када је такође стигла до полуфинала.
- Финале Олимпијских игара 2008 - победила Сафину (3–6, 7–5, 6–3) у мечу за златну медаљу на Олимпијским играма 2008. године. То је њена прва златна олимпијска медаља, а друга медаља у каријери.
- ВТА првенство 2010 - након последњег меча у групној фази, у којем је избгуила од Франческе Скјавоне 4–6, 2–6, објављује да се повлачи из професионалног бављења тенисом. У том тренутку је заузимала 9. место на ВТА листи.

### Пласман на ВТА листи на крају сезоне
| Година  | 1996 | 1997 | 1998 | 1999 | 2000 | 2001 | 2002 | 2003 | 2004 | 2005 | 2006 | 2007 | 2008 | 2009 |
| Пласман | 624  | 355  | 182  | 62   | 12   | 15   | 19   | 8    | 6    | 8    | 8    | 11   | 4    | 5    |

## Гренд слем финала

### Порази (2)
| Година | Шампионат                    | Противница у финалу | Резултат у финалу |
| 2004.  | Отворено првенство Француске | Анастасија Мискина  | 6–1, 6–2          |
| 2004   | Отворено првенство САД       | Светлана Кузњецова  | 6–3, 7–5          |

## ВТА финала

### Појединачно (30)
| Легенда: пре 2009.             | Легенда: од 2009.       |
| ------------------------------ | ----------------------- |
| Гренд слем турнири (0–2)       |                         |
| Олимпијско злато (1–1)         |                         |
| Завршна првенства сезоне (0–0) |                         |
| категорија (2–6)               | Обавезни Премијер (0–0) |
| категорија (4–1)               | Премијер 5 (1–0)        |
| категорија (4–3)               | Премијер (3–1)          |
| и категорија (0–0)             | Међународни (1–0)       |

| Титула по подлози |
| Тврда (12–6)      |
| Трава (0–1)       |
| Шљака (2–5)       |
| Тепих (2–2)       |

#### Победе (16)
| Бр. | Датум               | Турнир                           | Подлога      | Противница у финалу | Резултат у финалу |
| 1.  | 14. април 2003.     | Амелија Ајланд, Флорида, САД     | Шљака        | Линдси Давенпорт    | 4–6, 7–5, 6–3     |
| 2.  | 8. септембар 2003.  | Бали, Индонезија                 | Тврда        | Ченда Рубин         | 6–2, 6–1          |
| 3.  | 15. септембар 2003. | Шангај, Кина                     | Тврда        | Ченда Рубин         | 6–3, 7–6(6)       |
| 4.  | 27. септембар 2004. | Хаселт, Белгија                  | Тврда (зат.) | Елена Бовина        | 0–6, 6–0, 6–4     |
| 5.  | 5. фебруар 2006.    | Токио, Јапан                     | Тепих (зат.) | Мартина Хингис      | 6–2, 6–0          |
| 6.  | 13. август 2006.    | Лос Анђелес, Калифорнија, САД    | Тврда        | Јелена Јанковић     | 6–3, 4–6, 6–4     |
| 7.  | 26. мај 2007.       | Истанбул, Турска                 | Шљака        | Араван Резај        | 7–6(5), 3–0 ret.  |
| 8.  | 14. октобар 2007.   | Москва, Русија                   | Тепих (зат.) | Серена Вилијамс     | 5–7, 6–1, 6–1     |
| 9.  | 1. март 2008.       | Дубаи, Уједињени Арапски Емирати | Тврда        | Светлана Кузњецова  | 4–6, 6–3, 6–2     |
| 10. | 17. август 2008.    | Пекинг, Кина                     | Тврда        | Динара Сафина       | 3–6, 7–5, 6–3     |
| 11. | 26. октобар 2008.   | Луксембург, Луксембург           | Тврда (зат.) | Каролина Возњацки   | 2–6, 6–4, 7–6(4)  |
| 12. | 10. јануар 2009.    | Окланд, Нови Зеланд              | Тврда        | Јелена Веснина      | 6–4, 6–1          |
| 13. | 16. јануар 2009.    | Сиднеј, Аустралија (1)           | Тврда        | Динара Сафина       | 6–3, 2–6, 6–1     |
| 14. | 23. август 2009.    | Торонто, Канада                  | Тврда        | Марија Шарапова     | 6–4, 6–3          |
| 15. | 15. јануар 2010.    | Сиднеј, Аустралија (2)           | Тврда        | Серена Вилијамс     | 6–3, 6–2          |
| 16. | 14. фебруар 2010.   | Париз, Француска                 | Тврда (зат.) | Луција Шафарова     | 6–7(5), 6–1, 6–4  |

#### Порази (14)
| Бр. | Датум               | Турнир                         | Подлога      | Противница у финалу | Резултат у финалу |
| 1.  | 1. октобар 2000.    | Сиднеј, Аустралија             | Тврда        | Винус Вилијамс      | 6–2, 6–4          |
| 2.  | 4. март 2001.       | Акапулко, Мексико              | Шљака        | Аманда Коуцер       | 2–6, 6–1, 6–2     |
| 3.  | 7. октобар 2001.    | Москва, Русија                 | Тепих        | Јелена Докић        | 6–3, 6–3          |
| 4.  | 22. јун 2002.       | Хертохенбос, Холандија         | Трава        | Елени Данилиду      | 3–6, 6–2, 6–3     |
| 5.  | 4. април 2004.      | Мајами, Флорида, САД           | Тврда        | Серена Вилијамс     | 6–1, 6–1          |
| 6.  | 3. јун 2004.        | Париз, Француска               | Шљака        | Анастасија Мискина  | 6–1, 6–2          |
| 7.  | 11. септембар 2004. | Њујорк, САД                    | Тврда        | Светлана Кузњецова  | 6–3, 7–5          |
| 8.  | 17. октобар 2004.   | Москва, Русија                 | Тепих        | Анастасија Мискина  | 7–5, 6–0          |
| 9.  | 17. април 2005.     | Чарлстон, Јужна Каролина, САД  | Шљака        | Жистин Енен         | 7–5, 6–4          |
| 10. | 6. новембар 2005.   | Филаделфија, Пенсилванија, САД | Тврда        | Амели Моресмо       | 7–5, 2–6, 7–5     |
| 11. | 18. март 2006.      | Индијан Велс, Калифорнија, САД | Тврда        | Марија Шарапова     | 6–1, 6–2          |
| 12. | 11. мај 2008.       | Берлин, Немачка                | Шљака        | Динара Сафина       | 3–6, 6–2, 6–2     |
| 13. | 19. мај 2008.       | Истанбул, Турска               | Шљака        | Агњешка Радвањска   | 6–3, 6–2          |
| 14. | 15. фебруар 2009.   | Париз, Француска               | Тврда (зат.) | Амели Моресмо       | 7–6(7), 2–6, 6–4  |

### Парови

#### Победе (6)
| Легенда           |
| Гренд слем (0)    |
| ВТА шампионат (1) |
| Тијер I (2)       |
| Тијер II (2)      |
| Тијер III (1)     |
| Тијер IV (0)      |

| Бр. | Датум              | Турнир                        | Подлога | Партнерка          | Противнице у финалу                      | Резултат у финалу |
| 1.  | 12. мај 2002.      | Берлин, Немачка               | Шљака   | Јанета Хусарова    | Данијела Хантухова Аранча Санчез Викарио | 0–6, 7–6(3), 6–2  |
| 2.  | 4. август 2002.    | Сан Дијего, Калифорнија, САД  | Тврда   | Јанета Хусарова    | Данијела Хантухова Ај Сугијама           | 6–2, 6–4          |
| 3.  | 6. октобар 2002.   | Москва, Русија                | Тепих   | Јанета Хусарова    | Јелена Докић Нађа Петрова                | 2–6, 6–3, 7–6(7)  |
| 4.  | 11. новембар 2002. | Лос Анђелес, Калифорнија, САД | Тепих   | Јанета Хусарова    | Кара Блек Јелена Лиховцева               | 4–6, 6–4, 6–3     |
| 5.  | 21. јун 2003.      | Хертохенбос, Холандија        | Трава   | Лина Красноруцкаја | Нађа Петрова Мери Пирс                   | 2–6, 6–3, 6–4     |
| 6.  | 14. август 2005.   | Лос Анђелес, Калифорнија, САД | Тврда   | Флавија Пенета     | Бетани Матек Анђела Хајнес               | 6–2, 6–4          |

#### Порази (7)
| Легенда           |
| Гренд слем (2)    |
| ВТА шампионат (0) |
| Тијер I (3)       |
| Тијер II (2)      |
| Тијер III (0)     |
| Тијер IV (0)      |

| Бр. | Датум            | Турнир                         | Подлога | Партнерка          | Противнице у финалу                  | Резултат у финалу |
| 1.  | 1. октобар 2001. | Москва, Русија                 | Тепих   | Лина Красноруцкаја | Ана Курњикова Мартина Хингис         | 7–6(1), 6–3       |
| 2.  | 4. фебруар 2002. | Париз, Француска               | Тепих   | Јанета Хусарова    | Натали Деши Мејлен Ту                | предат меч        |
| 3.  | 4. март 2002.    | Индијан Велс, Калифорнија, САД | Тврда   | Јанета Хусарова    | Лиса Рејмонд Рене Стабс              | 7–5, 6–0          |
| 4.  | 26. август 2002. | Њујорк, Њујорк, САД            | Тврда   | Јанета Хусарова    | Вирхинија Руано Паскуал Паола Суарез | 6–2, 6–1          |
| 5.  | 10. јануар 2005. | Сиднеј, Аустралија             | Тврда   | Ај Сугијама        | Бријан Стјуарт Саманта Стосур        | предат меч        |
| 6.  | 29. август 2005. | Њујорк, Њујорк, САД            | Тврда   | Флавија Пенета     | Лиса Рејмонд Саманта Стосур          | 6–2, 5–7, 6–3     |
| 7.  | 8. мај 2006.     | Берлин, Немачка                | Шљака   | Флавија Пенета     | Јан Зи Ђе Џенг                       | 6–2, 6–3          |

## Учешће наГренд слемтурнирима

### Појединачно
| Година | Аустралијан Опен | Аустралијан Опен | Ролан Гарос  | Ролан Гарос       | Вимблдон     | Вимблдон        | Ју-Ес Опен   | Ју-Ес Опен       |
| ------ | ---------------- | ---------------- | ------------ | ----------------- | ------------ | --------------- | ------------ | ---------------- |
| 1999.  | 2 коло           | Мартина Хингис   | 2 коло       | Натали Деши       | 1 коло       | Доминик Монами  | 3 коло       | К. Мартинез      |
| 2000   | 3 коло           | Ж. Алар          | 2 коло       | Виржини Рацано    | 1 коло       | Нађа Петрова    | полу- финале | Линдси Давенпорт |
| 2001   | 3 коло           | Даја Бедањова    | 2 коло       | Хенријета Нађова  | 3 коло       | Анке Хубер      | 4 коло       | Ким Клајстерс    |
| 2002   | 4 коло           | Жистин Енен      | 4 коло       | Клариса Фернандез | 4 коло       | Жистин Енен     | 2 коло       | Ф. Скјавоне      |
| 2003   | 1 коло           | Барбара Шварц    | 1 коло       | М. А. Санчез      | 4 коло       | Серена Вилијамс | 4 коло       | Џ. Капријати     |
| 2004   | 1 коло           | Јелена Јанковић  | Финале       | А. Мискина        | 1 коло       | Сандра Клајнова | Финале       | С. Кузњецова     |
| 2005   | 4 коло           | Пати Шнидер      | 4 коло       | Јелена Лиховцева  | 4 коло       | А. Мискина      | полуфинале   | Мери Пирс        |
| 2006   | 1 коло           | Јулија Шруф      | 3 коло       | Шахар Пер         | четвртфинале | Марија Шарапова | четвртфинале | Јелена Јанковић  |
| 2007   | 4 коло           | Никол Вајдишова  | 3 коло       | Марион Бартоли    | 3 коло       | Тамира Пашек    | 3 коло       | Сибиле Бамер     |
| 2008   | 4 коло           | Марија Шарапова  | четвртфинале | Динара Сафина     | полуфинале   | Винус Вилијамс  | полуфинале   | Јелена Јанковић  |

## Фед куп

### Остали детаљи
(језик: енглески) Фед куп